# Maipú (Mendoza)
Maipú es la localidad cabecera del departamento homónimo en la provincia de Mendoza (Argentina). 
Forma parte del Gran Mendoza, constituyéndose como la extensión del aglomerado al sudeste del mismo. 
Es la "Cuna del Vino" y junto a Luján de Cuyo, forma el principal centro bodeguero de la provincia, con numerosas bodegas históricas y actuales. 

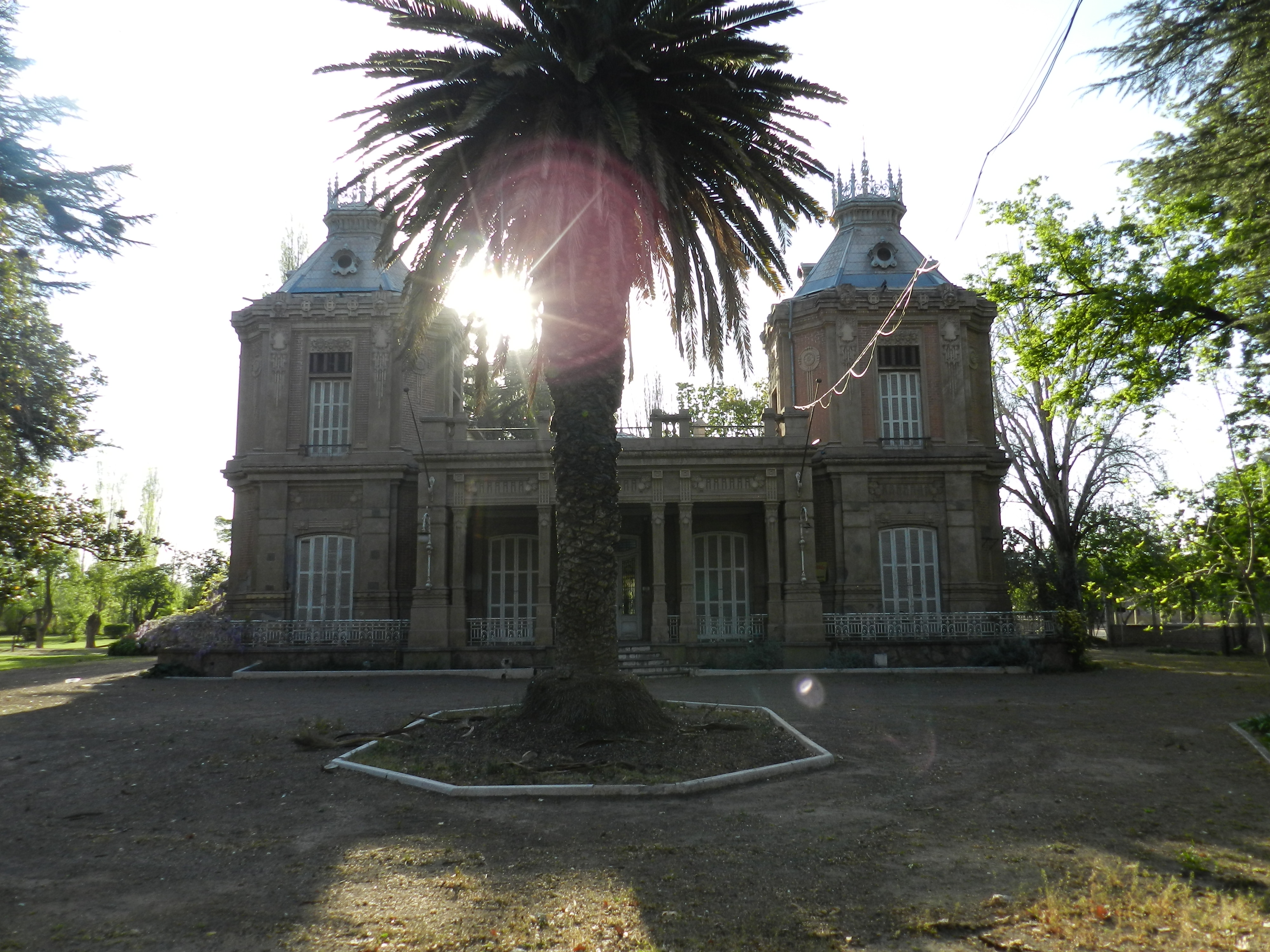
Chalet de Giol en Maipú

## Población
El departamento Maipú cuenta con 191,403 habitantes (Indec, 2018). Su densidad de población es de 310,21 habitantes por km². Esta magnitud lo sitúa como el cuarto componente del aglomerado, pero el segundo en crecimiento relativo. 
Según el INDEC este componente Maipú del Gran Mendoza abarca también las localidades de General Gutiérrez, Luzuriaga y Coquimbito.

## Historia
El Departamento de Maipú fue creado el 14 de mayo de 1858, por Decreto del Gobernador Juan Cornelio Moyano, quien recibió de la Capitanía General de Chile la Merced Real de las jurisdicciones que los aborígenes Huarpes conocían con el nombre de Tiasta.
Fundó allí una estancia, que a su muerte paso a propiedad del capitán José Moyano Cabral.
Desde entonces comenzó a denominarse Potreros de Cabral y se constituyó en una importante posta conocida con el nombre de Rodeo del Medio.
En esta zona los jesuitas levantaron la Capilla de Barrancas y la de Nuestra Señora de las Mercedes de la Cruz de Piedra, que en 1855 dejó de funcionar por encontrarse ya muy vieja y deteriorada. La acción de Nicolás de Ozamis posibilitó la reconstrucción del oratorio, obra que luego fue continuada por su hijo, José Alberto de Ozamis.
Dispersas en el paraje de la Cruz de Piedra, 38 familias se constituyeron en las pioneras y colonizadoras de una región, que con el correr del tiempo sería la zona industrial más rica de la vitivinicultura argentina.
El 9 de enero de 1855 ante la necesidad imperiosa de fijar los límites de los nuevos pueblos, el gobernador de la provincia Pedro Pascual Segura dictó un decreto-ley por el cual se estableció el perímetro geográfico del futuro Departamento de Maipú, denominado en ese momento Departamento 70 de Campana. Sin embargo, tres meses después, al crearse los departamentos de Luján y San Vicente (actual Godoy Cruz), el llamado Departamento 70 de Campana quedó encerrado dentro de los departamentos creados.
Creación del Departamento
El 14 de mayo de 1858, el gobernador de la provincia don Juan Cornelio Moyano, promulgó el decreto ley por el cual se establecía que la Cruz de Piedra adoptaría en lo sucesivo el nombre de Maipú, y tendría por cabecera el punto donde se ha levantado el nuevo templo, bajo la denominación de Villa de Maipú.
Posteriormente, el 18 de abril de 1884, se anexó el distrito de Barrancas, hasta entonces perteneciente a San Martín.
Actualmente es uno de los dieciocho municipios que conforman la Provincia de Mendoza; y junto a Capital, Las Heras, Guaymallén, Godoy Cruz y Lujan de Cuyo, integra el Gran Mendoza.

## Economía
Su morfología forma parte de la gran cuenca sedimentaria del este mendocino, es decir que la llanura lo caracteriza en su mayor extensión. Este rasgo en su relieve y las aguas del Río Mendoza que atraviesan su territorio, han permitido el óptimo desarrollo de la agricultura, especialmente la vid, los olivos, frutas y hortalizas.
Cerca de 390 establecimientos industriales participan del desarrollo económico del departamento; 167 de ellos corresponden a bodegas, mientras que el resto están dedicados a la rama de productos alimenticios, bebidas, metalmecánica, industria del vidrio, textil, cuero, madera y muebles.
La elaboración y comercialización de aceitunas en importantes establecimientos, le ha permitido a Maipú escalar el primer lugar en el mapa olivícola de la provincia, fundamentalmente por su significativa producción y excelente calidad.
Como primera zona vitivinícola del país, el departamento vio nacer grandes y afamadas bodegas, al igual que otras más humildes y artesanales, las denominadas familiares.
Dentro de la actividad económica del Departamento predomina la comercial, particularmente la referida a productos alimenticios. La sexta parte de los establecimientos están destinados a la industria y en mismo orden se hallan los servicios comerciales y personales. Las áreas de mayor concentración de actividades corresponden a los distritos de Ciudad, General Gutiérrez, Luzuriaga, Rodeo del Medio, Coquimbito y Fray Luis Beltrán en escala decreciente. A su vez estas zonas coinciden con aquellas de mayor desarrollo urbano. Las industrias, si bien se presentan con mayor frecuencia en los distritos nombrados, adquieren mayor importancia, en relación con otros tipos de establecimientos, en Russell, Lunlunta, Coquimbito, Cruz de Piedra y Rodeo del Medio. En cambio San Roque, Barrancas y General Ortega, tienden a tener una menor concentración de actividades industriales, pero si son distritos productores de materia prima.
El PBG (Producto Bruto Geográfico) Departamental asciende en 2017 al monto de $935.494,60. Los índices de servicios públicos en 2018 informan que el 99,1% de los domicilios están dentro del sistema de energía eléctrica por red, el 93,8% poseen agua potable de red, el 61,4% de las viviendas tienen acceso a la red claocal, mientras que el 64,8% posee servicio de gas por red.

### Turismo
Maipú posee la cantidad de 154 bodegas y 35 olivicolas ofreciendo así una oferta turística muy variada, el departamento esta atravesado por la ruta del vino y el olivo donde se puede disfrutar de bodegas y degustaciones de vinos premiados a nivel internacional entre las más conocidas se encuentra Casa Vigil, en el paraje de Chachingo donde en 2019 ganó el concurso Best of Wine Tourism 2019 en la categoría Arte y Cultura.

## Deportes

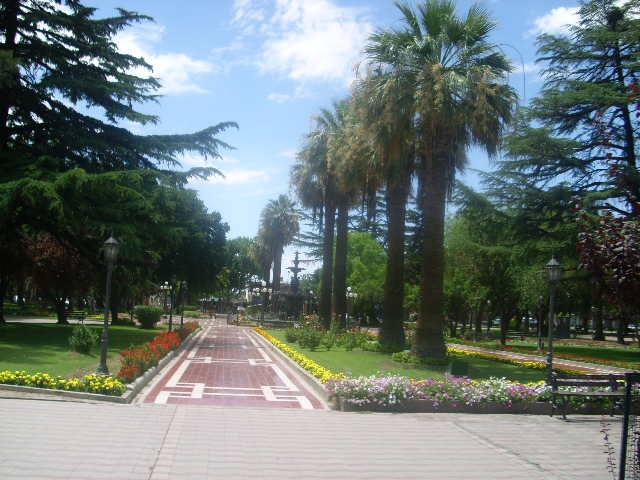
Plaza Departamental 12 de Febrero

- Club Deportivo Maipú: es el principal club de fútbol del departamento, que milita la primera nacional del fútbol Argentino, y que militó muchos años en el Nacional B, durante 6 temporadas. Fue fundado el 16 de diciembre de 1927.[5] Gerardo Alramirano
- Gutiérrez Sport Club, actualmente participa en el torneo Federal A, luego de consagrarse Campeón del Torneo Federal B, clasificando primero y manteniendo un invito de 15 partidos. Fue fundado el 17 de junio de 1923.[6]

## Geografía
- Altitud: 715 m s. n. m.
- Latitud: 32° 58' S
- Longitud: 68° 46' 59" O

### Sismicidad
La sismicidad del área de Cuyo (centro oeste de Argentina) es frecuente y de intensidad baja, y un silencio sísmico de terremotos medios a graves cada 20 años.

#### Sismo de 1861
Aunque dicha actividad geológica se ha ocurrido desde épocas prehistóricas, el terremoto del 20 de marzo de 1861 señala un hito importante dentro de la historia de eventos sísmicos argentinos ya que es el más fuerte registrado y documentado en el país. A partir del mismo la política de los sucesivos gobiernos provinciales y municipales han ido extremando cuidados y restringiendo los códigos de construcción.

#### Sismo de 1985
El terremoto del 1985, fue otro episodio grave, de 9 s de duración, llegó a derrumbar el viejo Hospital del Carmen (Godoy Cruz).

## Parroquias de la Iglesia Católica
| Arquidiócesis | Mendoza                            |
| ------------- | ---------------------------------- |
| Parroquia     | Nuestra Señora de la Candelaria    |
| Convento      | Nuestra Señora de la Merced        |
| Capilla       | Cristo Obrero y Divina Providencia |
| Capilla       | Dulce Nombre de María              |
| Capilla       | Jesús de la Divina Misericordia    |
| Capilla       | Sagrado Corazón de Jesús           |
| Capilla       | San Juan Bautista                  |